# Elvenes
Elvenes eller Elvnes är en ort i Sør-Varangers kommun i Finnmark fylke i norra Norge. Den ligger längst in i Bøkfjorden, tio kilometer söder om Kirkenes, vid gränsen mot Ryssland. Här mynnar Pasvikälven ut.
Tidigare fanns här ett sågverk och hyvleri. Under andra världskriget fanns här ett stort fångläger för ryska krigsfångar, och 1942 deporterades 600 norska lärare från hela landet hit. Elvenes raserades under det tyska tillbakadragandet 1944, och återuppbyggdes.
Elvenesbron är en hängbro, som är del av Europaväg E105 mellan Kirkenes och Jalta i Ukraina.
En ny stålbro, Bøkfjordbrua med ett 120 meter långt spann, byggdes strax norr om den äldre och öppnades 29 september 2017.69°40′53″N 30°6′36″Ö / 69.68139°N 30.11000°Ö

## Bilder

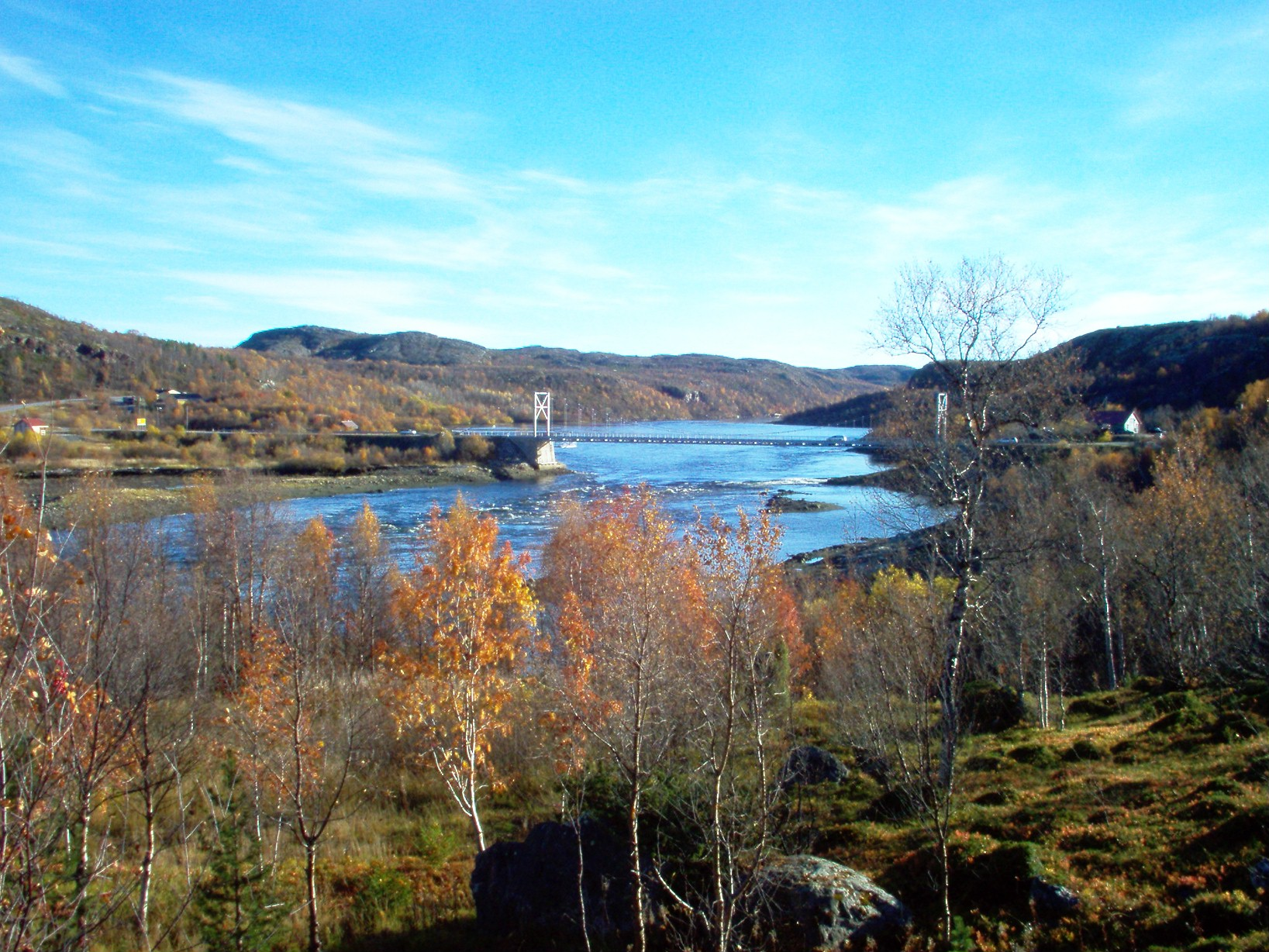
Pasvikälvens mynning i Bøkfjorden vid Elvenesbron.
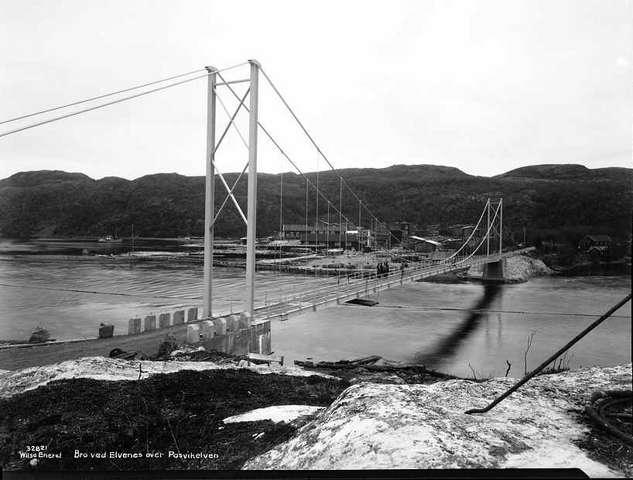
Den första, senare 1944 sprängda, Elvenesbron, 1928.
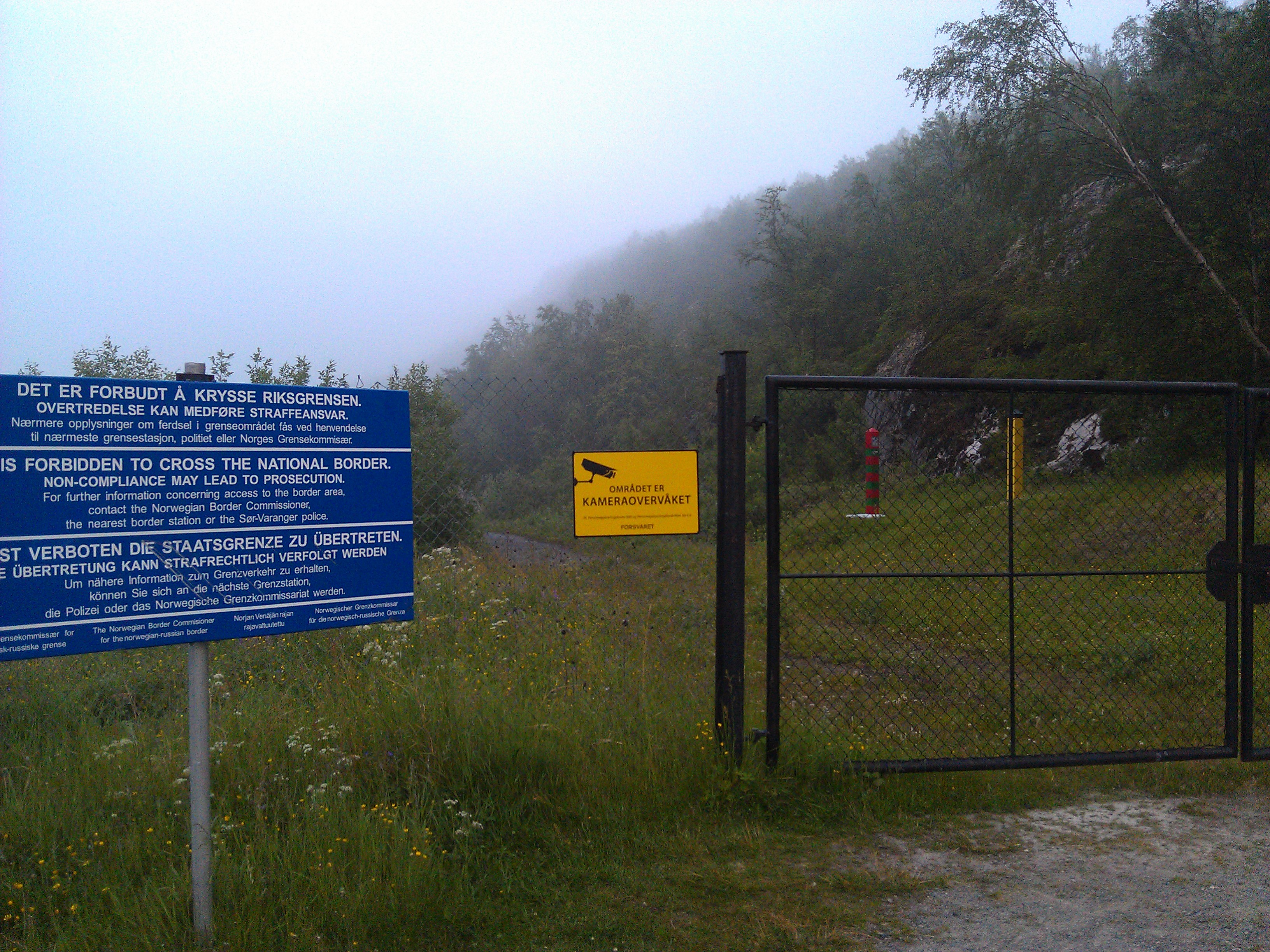
Skafferhullet, en numera stängd gränsövergång till Borisoglebsk i Ryssland.
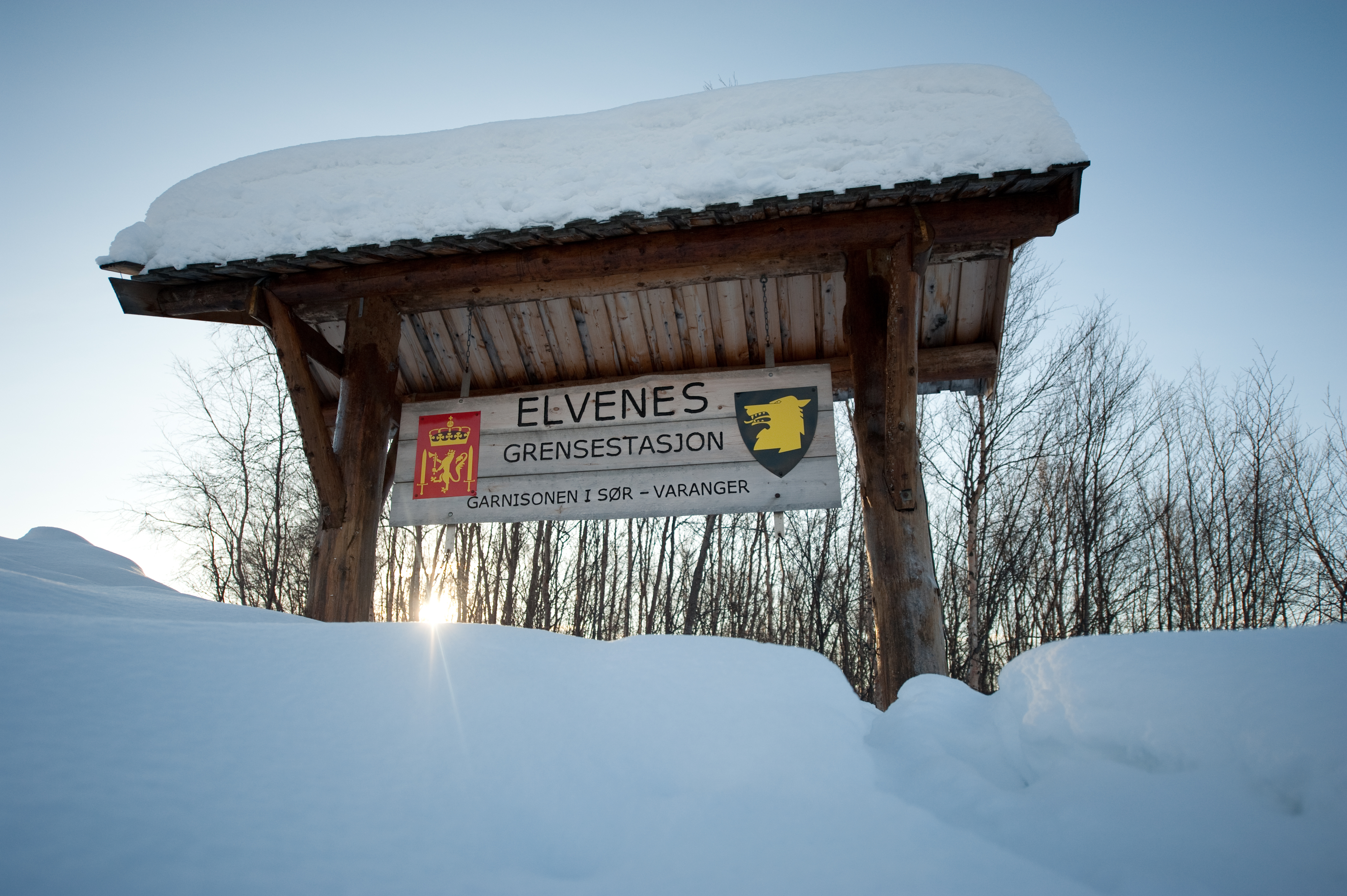
Gränsstationen i Elvenes.